# Город мёртвых (Северная Осетия)

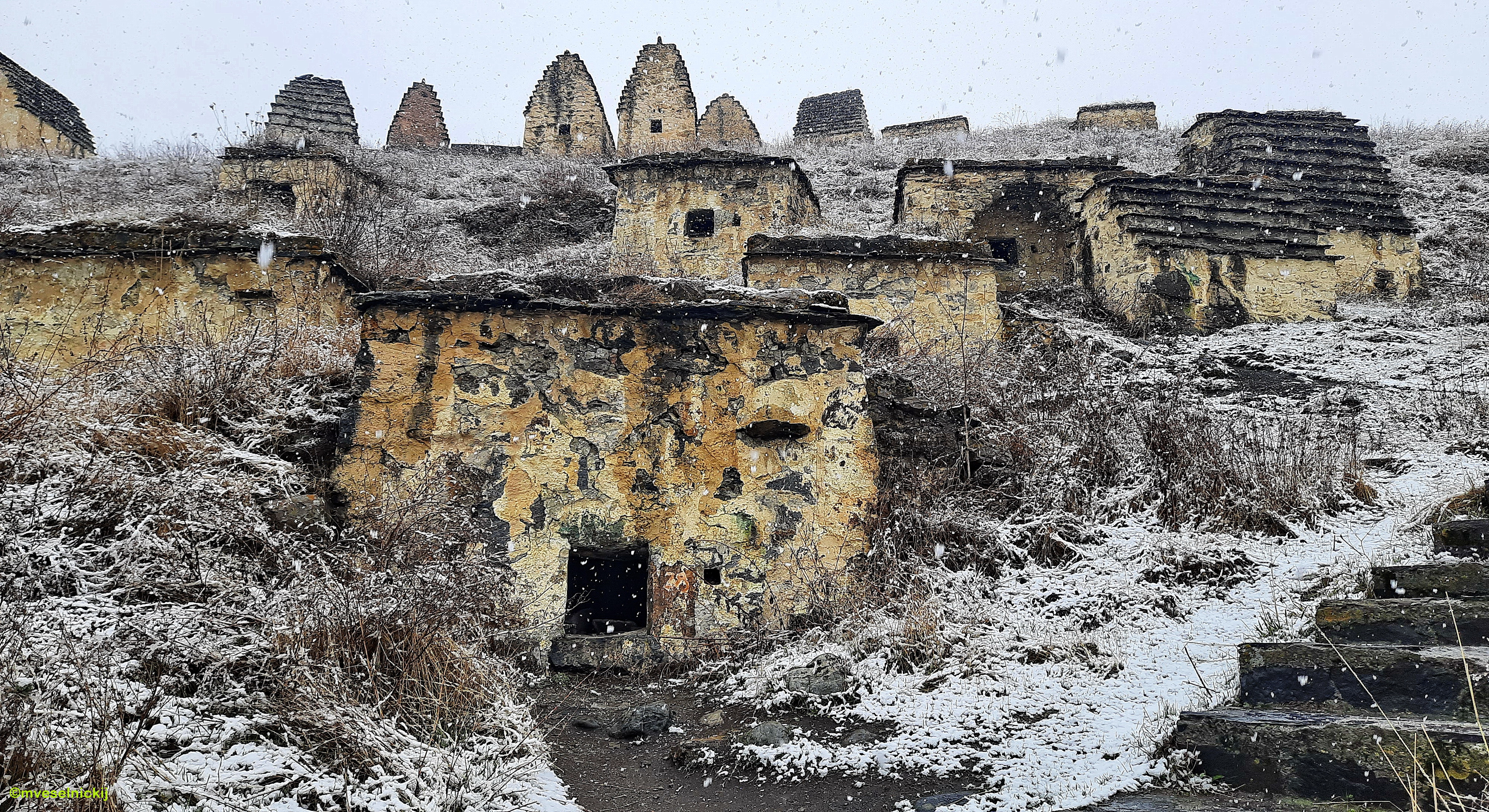
Склепы Даргавссккого некрополя в апреле 2023 года

«Го́род мёртвых», также Дарга́всский скле́повый моги́льник (осет. Дæргъæвсы зæппæдзтæ) — комплекс наземных и полуподземных склеповых сооружений XIV—XVIII веков у селения Даргавс в Северной Осетии. Самый крупный комплекс такого типа на Северном Кавказе.
Первое научное описание «Города мёртвых» принадлежит П. С. Уваровой. Исследования и раскопки проводились в 1920-е годы Л. П. Семёновым, в 1934 году американским исследователем Генри Филдом и другими.

## Описание

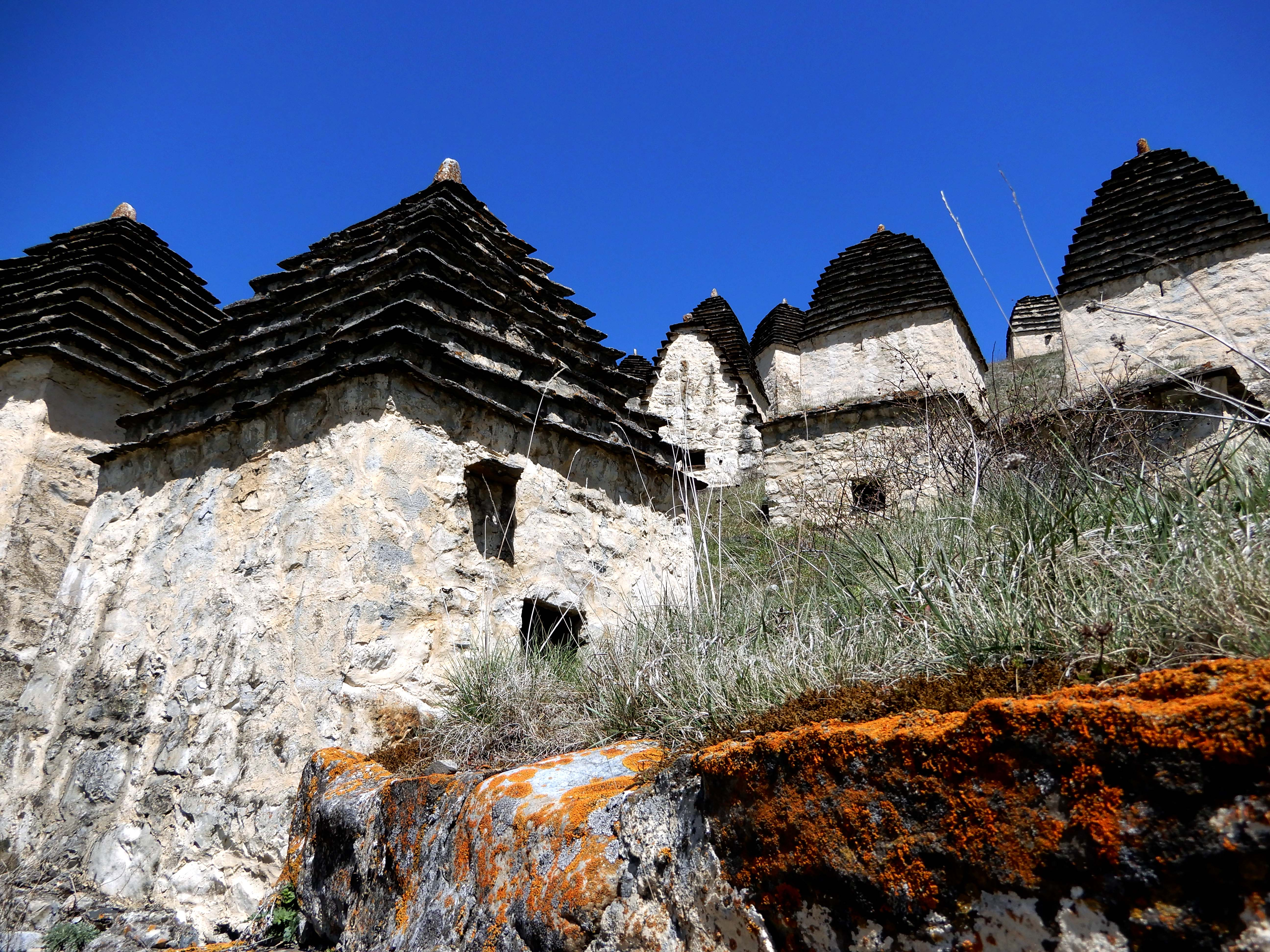
Склепы башенного типа вблизи

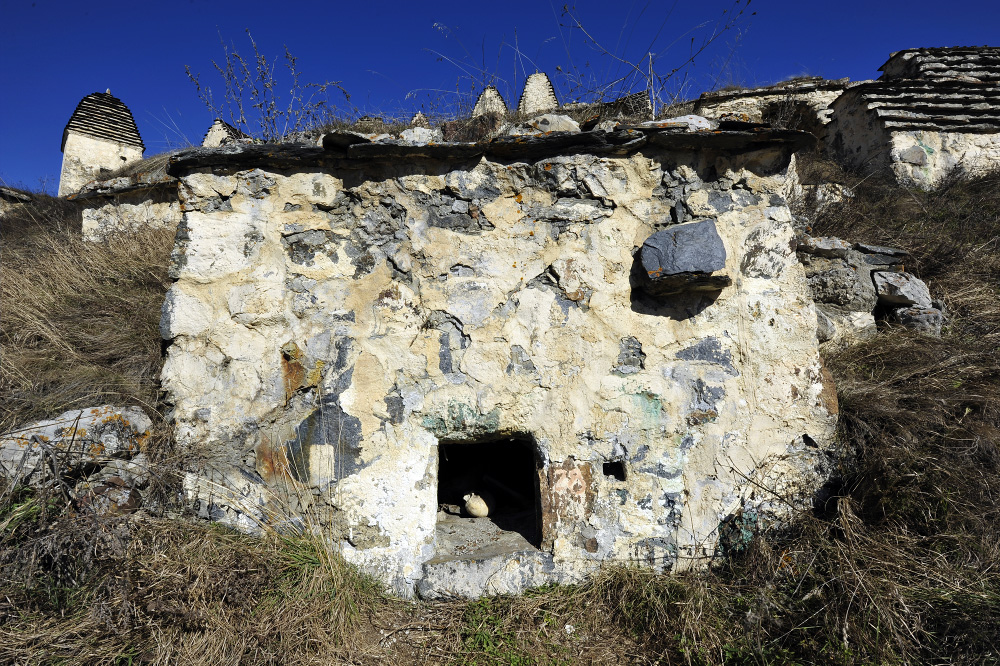
Фасад склепа полуподземного типа. Справа от лаза отверстие для отпирания внутреннего засова дверцы, справа вверху сланцевая полочка неустановленного назначения

Комплекс состоит из 95 сооружений, сложенных из грубо обработанных крупных камней с использованием известкового раствора. Внешние стены обыкновенно оштукатурены, их толщина — от полуметра до 0,75 м. Склепы делятся на две большие группы — полуподземные и наземные башенного типа.
Полуподземные склепы обладают значительной вместимостью, внутренняя камера до 8 метров в длину. Внутри обустраивался дощатый погребальный настил с небольшим уклоном в сторону лаза («окна»), изредка встречаются двухъярусные полуподземные склепы. Крыша обыкновенно плоская.
Склепы башенного типа многоярусные, с деревянными перекрытиями, опирающимися на упоры, встроенные в кладку. В некоторых таких склепах обустроено несколько лазов на разной высоте для доступа на разные уровни, обычно по одному лазу на фасад (кроме северного). Крыша двускатная или четырёхскатная, с множеством выступающих сланцевых полочек, увенчана конически-усечённым навершием. За счёт ярусности склепов и многослойности захоронений в небольшом по площади комплексе покоится около десяти тысяч человек.
Могильник застроен хаотично, без планировки, здания достраивались по мере необходимости рядом с ранее построенными склепами, оставляя место для прохода между ними. Нет единообразия и в ориентировке фасадов, хотя лазы обычно обустраивались в сторонах сооружения, на которые падал солнечный свет (восточная, южная или западная стена). Лазы склепов обыкновенно закрывались деревянной дверцей или подходящим камнем, чтобы не допустить проникновения внутрь влаги и животных, при этом тайной остаётся устройство засова с внутренним запором на дверце (сохранились следы от устройства в каменной кладке, но не сами дверцы).
Захоронения были открытыми (без гробов) — труп покойного вносили через лаз и оставляли на деревянном настиле либо поверх ранее оставленных тел, мужские и женские тела размещались вместе; такие захоронения преобладают в комплексе. На смену открытым захоронениям пришли захоронения в ладьевидных колодах, распространённые в позднем средневековье также у сванов и ингушей. Колода устраивалась из толстого бревна, расщеплённого на две половины и выдолбленного во внутренней части, при помощи топора: покойника укладывали в одну половину, укрывали другой и скрепляли железными скобами. Этот обычай может быть связан как с обычаем хоронить мертвецов на деревьях (фиксировался на Западном Кавказе), так и с погребальным обрядом в лодке, распространённым у разных народов, в том числе и у древних славян. В склепах «Города мёртвых» есть и более поздние захоронения в деревянных гробах, собранных из досок в шип без использования гвоздей. В двух полуподземных склепах (№ 56 и № 73) были обнаружены захоронения в каменных ящиках, обыкновенно не встречающиеся внутри склепов.
Захоронение в склепах практиковалась горцами центрального Кавказа наряду с захоронением в каменных ящиках, в том числе несколько таких захоронений обнаружено на территории «Города мёртвых» рядом со склепами. Среди объяснений перехода от захоронения умерших в земле к захоронению в склепах — малоземелье в горах, культ предков, религиозный запрет на предание земле как влияние зороастризма, социальное расслоение, сложность обустройства катакомбных могильников в скалистом грунте и другие гипотезы. Склепами, по-видимому, совсем перестали пользоваться только в середине XIX века, перейдя на погребение в гробах.
В Даргавсской котловине представлены также катакомбные (подземные) захоронения, характерные для аланов раннего средневековья. См. Даргавсский катакомбный могильник.

## Археологические находки
Исследование некрополя у Даргавса дало учёным более 1600 предметов. Среди найденных предметов керамика, стекло (российского производства, в частности много бутылок с годом выпуска с 1816 по 1825 год), деревянная посуда токарной работы, деревянные детские сани (37 см в длину, 26 см в ширину, толщина доски 1,3 см и 2 см на полозьях), ножи, бритвы и другие металлические изделия (кресала, свинцовые пули, крючковидные пластины невыясненного назначения, медные напёрстки), одежда и обувь.
Сухость склепов способствует хорошей сохранности найденных артефактов, особенно в сравнении с предметами, которые находят в земле. Однако общедоступность захоронений способствовала их разграблению, учёные находили утварь внутри сооружений в беспорядочном состоянии, что затрудняло изучение социальной дифференциации и датировку.

Современный исследователь Д. С. Коробов (Институт археологии РАН) так объясняет важность находок в Даргавсском комплексе: 
Усыпальницы дают уникальные данные о материальной культуре XIV—XVIII веков. Прекрасно сохранившаяся одежда и домашняя утварь позволяют понять, как жили люди в то время на Северном Кавказе. А это представление об их быте, в свою очередь, перебрасывает «мостики» в более древние века, что делает «Город мертвых» в Даргавсе и другие усыпальницы, распространённые по всему Северному Кавказу, историческими и архитектурными объектами мирового значения.

## Туризм
«Город мёртвых» или «Мёртвый городок» многие годы является одной из главных достопримечательностей республики, привлекающих внимание туристов. На входе в некрополь организована продажа билетов (150 рублей в 2024 году), сувениров, работают экскурсоводы.
Беспокойство местных жителей вызывает отношение некоторых туристов к захоронениям. Известны, например, факты кражи человеческих костей из склепов, а также некорректные фотосессии (летом 2019 года неизвестные выставили черепа в лазы склепов, чтобы получить атмосферные снимки, в том же году житель Пятигорска выложил в Instagram снимок человеческого черепа, который он держал в руке; это вызвало обсуждение дальнейшего функционирования некрополя). В 2019 году на время разбирательства по одному из таких событий некрополь был временно закрыт и открылся только после обустройства видеонаблюдения и обеспечения охраны силами частного охранного предприятия.
Организация туризма в «Городе мёртвых» снова стала предметом обсуждения в 2021 году после публикации новой фотографии туристки с человеческими останками из склепа. Общественные активисты и дирекция национального музея договорились закрыть лазы склепов деревянными ставнями, чтобы туристы не видели останки внутри и не пытались забираться внутрь сооружений. Также будет усилена охрана объекта, уточнена процедура посещения (с введением минимального интервала между группами), при некрополе предполагается также организация выставки археологических находок с наглядным макетом устройства склепа.
Часть местных жителей возмущается тем, что туристы находятся на территории, где до XIX века проводились захоронения, в непристойном виде — например, с обнажёнными руками и ногами. Предлагается выдавать туристам памятки перед началом экскурсии с рекомендациями по внешнему виду. Также закрытая одежда может быть более практичной во время поездки в горы из-за прохлады, связанной с высотной поясностью, — напоминают экскурсоводы (Даргавс расположен на высоте около 1500 м над уровнем моря).
Популярности «Города мёртвых» способствует близкое расположение других достопримечательностей — Даргавсской долины с её архитектурными памятниками и Мидаграбинских водопадов.